# Berniniella robusta
Berniniella robusta är en kvalsterart som beskrevs av Ivan och Vasiliu 1997. Berniniella robusta ingår i släktet Berniniella och familjen Oppiidae. Inga underarter finns listade.